# Don't Listen to This
Don't Listen to This je debitantski studijski album slovenskega elektronskega izvajalca Blaža, izdan 17. marca 2016 pri založbi Beton Records.
Bonus zadnja pesem na albumu je priredba pesmi "My Will" metal skupine The Canyon Observer, ki je izšla na njihovem debitantskem EP-ju Chapter I: The Current of Her Ocean Brings Me to My Knees (2011).

## Kritični odziv
Kritični odziv na album je bil pozitiven. Za Mladino je Borka album ocenila s 4 zvezdicami in pripomnila: "Je album, ki zveni kot posnet, angažiran, načrtno razdrobljen živi nastop z neštetimi učinki, nenadnimi spremembami in totalnimi šusi. Celo s kančkom akustike. In je zvočno nasičena natlačenka, shizofrenija, za katero se skriva izjemen občutek za skladanje. Brez predsodkov, bolj na strani IDM-a, a tudi s kakšnim trikom EDM-a."
Za Radio Študent pa je Goran Kompoš o albumu rekel: "S svojo trendovsko podobo najprej nagovarja ljubitelje sodobne zvedave elektronske glasbe, ki cenijo izvirnost, drznost in preprosto izvrstno narejene komade." Ob koncu leta je bil vključen na seznam Naj tolpa bumov 2016, in sicer na 7. mesto.
Ob koncu leta je bil s strani spletne revije Beehype album izbran za 3. najboljši domači album leta.

### Priznanja
| objava        | uvrstitev | seznam               |
| ------------- | --------- | -------------------- |
| Radio Študent | 7.        | Naj tolpa bumov 2016 |
| Beehype       | 3.        | Best of 2016         |

## Seznam pesmi
Vse pesmi je napisal Blaž, razen kjer je to navedeno.
| Št. | Naslov                                                                     | Dolžina |
| --- | -------------------------------------------------------------------------- | ------- |
| 1.  | „Air Finally!‟                                                             | 2:26    |
| 2.  | „Cloudboy‟                                                                 | 3:02    |
| 3.  | „Friendzone‟                                                               | 3:19    |
| 4.  | „Droga‟                                                                    | 3:07    |
| 5.  | „Bring My Dogs Back‟                                                       | 5:01    |
| 6.  | „Chantboy‟ (feat. Simon Intihar)                                           | 5:53    |
| 7.  | „Don't Listen to This‟                                                     | 2:03    |
| 8.  | „=‟ (feat. Simon Intihar)                                                  | 2:44    |
| 9.  | „ Adam's Fall‟                                                            | 4:07    |
| 10. | „Thank You for Ears‟                                                       | 1:47    |
| 11. | „My Will (Blaž Remix)‟ (bonus pesem; priredba skupine The Canyon Observer) | 4:05    |

## Zasedba
- Blaž Gracar — klaviature, klavir, kitara, vokal, produkcija, miks, mastering
- Simon Intihar — dodatni aranžmaji, bobni ("Chantboy", "=")
- Ivan Gracar — violončelo ("Friendzone")
- Aleksandra Alavanja Drucker — asistentka pri snemanju
- Jure Vlahović — inženiring
- Nataša "Dot" Mušević — dodaten inženiring
- Petra Bohinc — oblikovanje naslovnice
- Gašper Letonja — dodaten miks
- Gregor Bajc — dodaten miks